# Utmeland
Utmeland är en by som numera utgör en del av tätorten Mora i Dalarna.
Byn har gamla anor, skrevs 1553 Vtmelanda. Den bestod i äldre tid av två byklungor - Norra Utmeland eller Utmelandsholen som på 1910-talet omfattade 70 gårdar samt Södra Utmeland om 34 gårdar där Utmelandsmonumentet är beläget. I Utmeland fanns Moras fattighus, och i början av 1900-talet uppfördes Moras första vattentorn här. Skeriol med Mora folkhögskola och Zorns gammelgård är beläget på en gammal utjord tillhörig Utmeland.